# Amietophrynus regularis
Amietophrynus regularis là một loài cóc trong họ Bufonidae. Chúng được tìm thấy ở Angola, Bénin, Burkina Faso, Cameroon, Cabo Verde, Cộng hòa Trung Phi, Tchad, Cộng hòa Congo, Cộng hòa Dân chủ Congo, Bờ Biển Ngà, Ai Cập, Ethiopia, Gabon, Ghana, Guinée, Guiné-Bissau, Kenya, Liberia, Mali, Niger, Nigeria, Rwanda, Sénégal, Sierra Leone, Sudan, Uganda, có thể có ở Burundi, Djibouti, Guinea Xích Đạo, Eritrea, Gambia, Mauritanie, Tanzania và Togo.
Các môi trường sống tự nhiên của chúng là xavan khô, xavan ẩm, vùng đất có cây bụi nhiệt đới hoặc cận nhiệt đới, vùng cây bụi ẩm nnhiệt đới hoặc cận nhiệt đới, đồng cỏ khô nhiệt đới hoặc cận nhiệt đới vùng đất thấp, đồng cỏ nhiệt đới hoặc cận nhiệt đới vùng ngập nước hoặc lụt theo mùa, đồng cỏ nhiệt đới hoặc cận nhiệt đới vùng đất cao, sông, hồ nước ngọt, vườn nông thôn, các vùng đô thị, và các khu rừng trước đây bị suy thoái nặng nề.
Nó còn là vật nuôi trong nhà.